# Saint-Martin-du-Frêne
Saint-Martin-du-Frêne is een gemeente in het Franse departement Ain (regio Auvergne-Rhône-Alpes). De plaats maakt deel uit van het arrondissement Nantua. De gemeente telde 1.027 inwoners op 1 januari 2022.

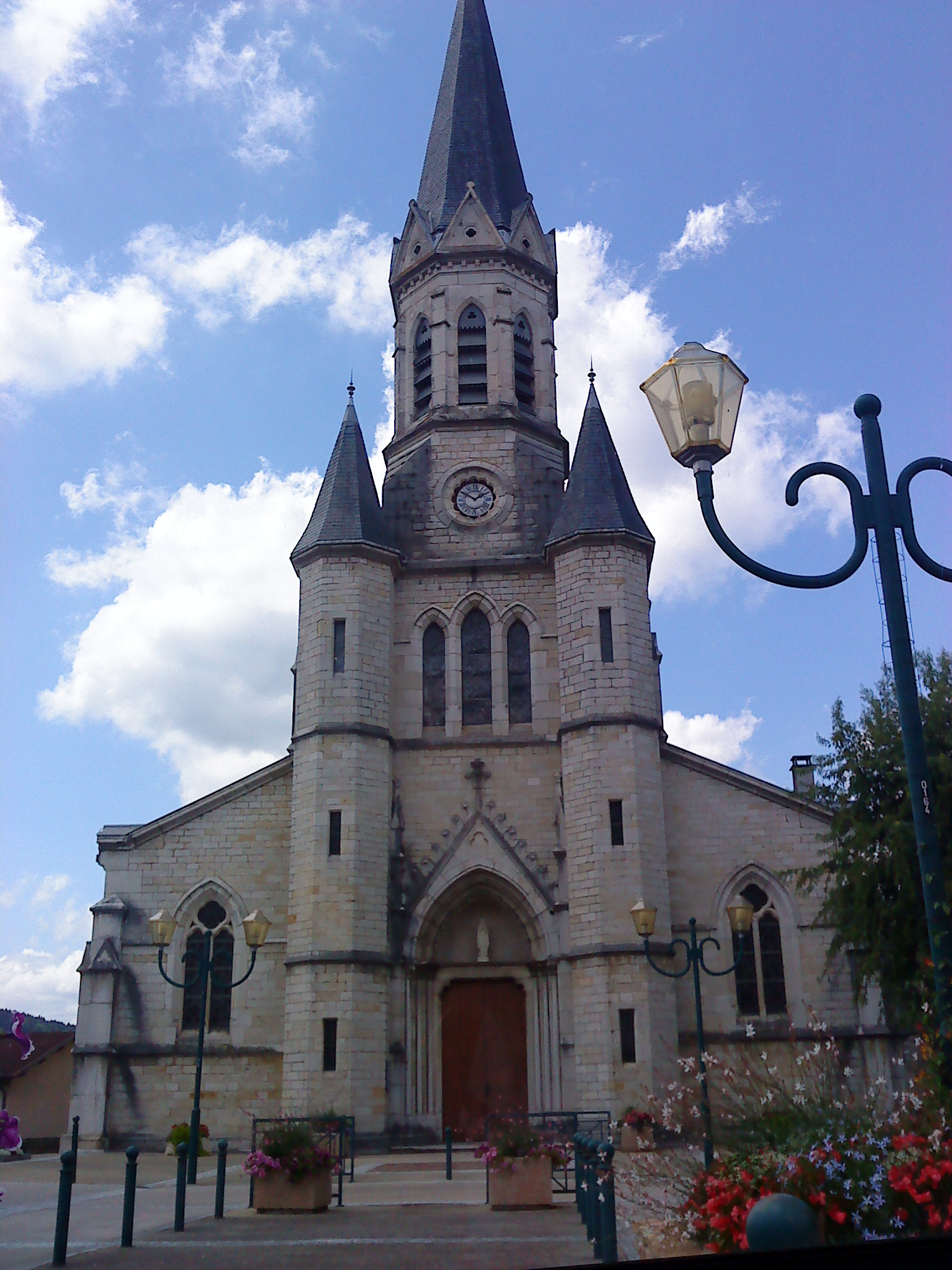
Kerk van Saint-Martin-du-Frêne
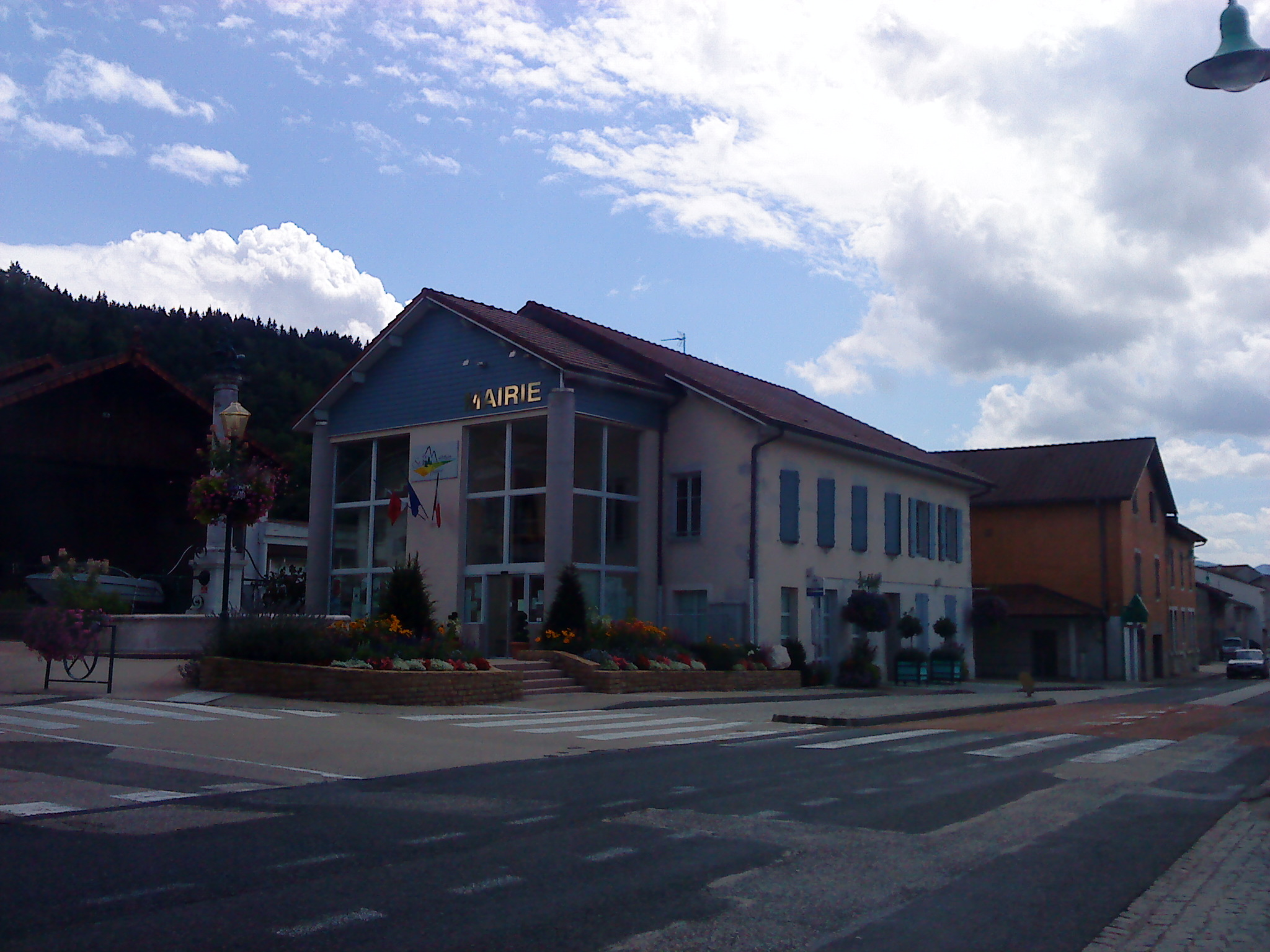
Gemeentehuis

## Geboren
Saint-Martin-du-Frêne is de geboorteplaats van de Franse humanist Sebastian Castellio (1515 - 1563). 

## Geografie
De oppervlakte van Saint-Martin-du-Frêne bedroeg op 1 januari 2022 19,14 vierkante kilometer; de bevolkingsdichtheid was toen 53,7 inwoners per km².
De onderstaande kaart toont de ligging van Saint-Martin-du-Frêne met de belangrijkste infrastructuur en aangrenzende gemeenten.

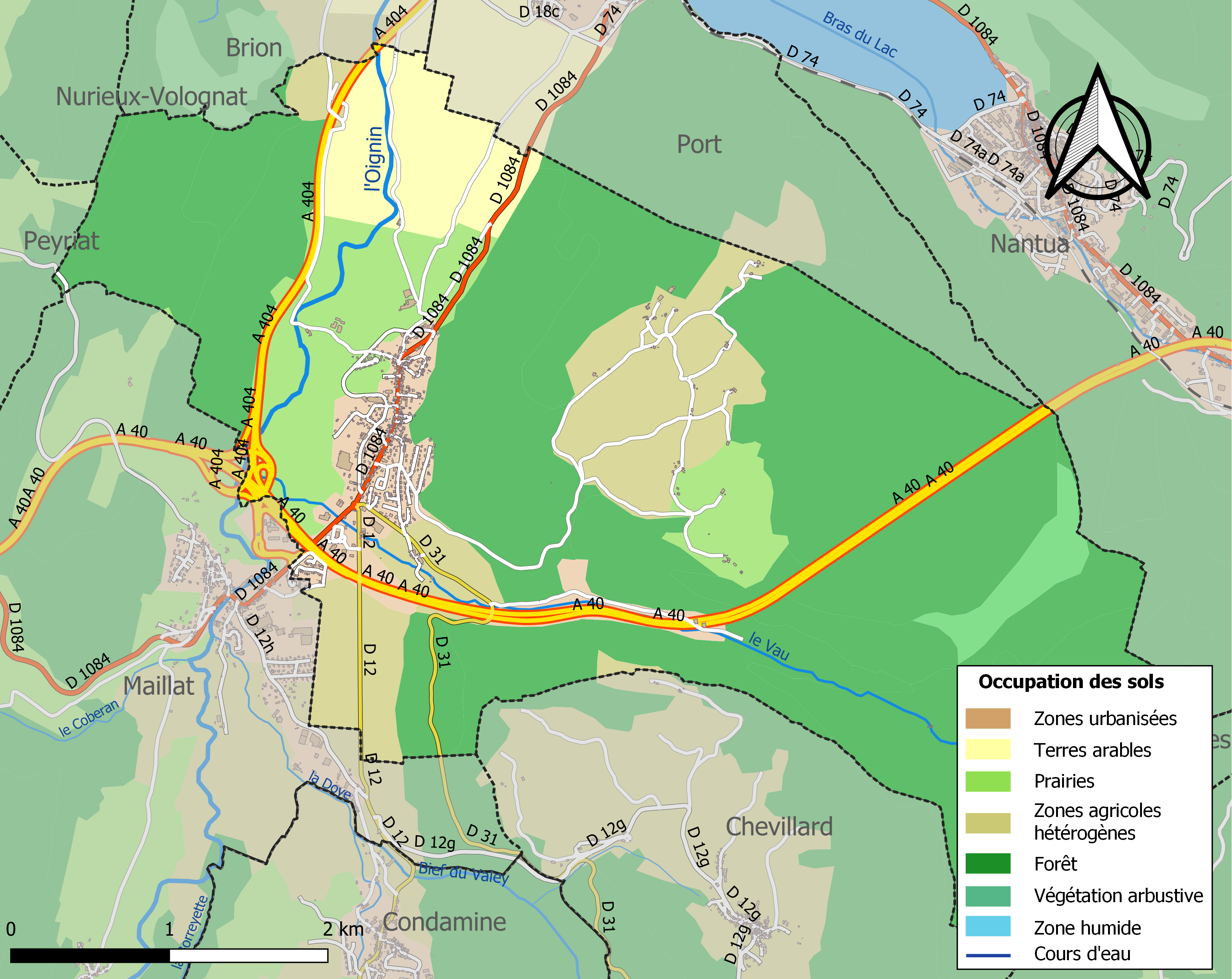

## Demografie
Onderstaande figuur toont het verloop van het inwonertal (bron: INSEE-tellingen).

Vanwege een beveiligingsprobleem met de MediaWiki Graph-software is het momenteel niet mogelijk deze grafiek weer te geven. Zodra de software is bijgewerkt zal de grafiek vanzelf weer zichtbaar worden.